# 윌리엄 T. 왓슨
윌리엄 타프 왓슨(William Tharp Watson, 1849년 6월 22일, 델라웨어주 밀퍼드 ~ 1917년 4월 14일, 델라웨어주 밀퍼드)은 미국의 정치인으로 델라웨어 주지사이다.

## 학력
- 워싱턴 칼리지

## 경력
- 1893.01 ~ 1895.04 델라웨어 도버 선거구 상원의원
- 1895.04 ~ 1897.01 제49대 델라웨어주 주지사